# Бад-Вильдунген
Бад-Вильдунген (нем. Bad Wildungen) — город в Германии, в земле Гессен. Подчинён административному округу Кассель. Входит в состав района Вальдек-Франкенберг. Население составляет 17 376 человек (на 31 декабря 2010 года). Занимает площадь 120,08 км². Официальный код — 06 6 35 003.
Город подразделяется на 10 городских районов.
В здании гостиницы «Кайзерхоф» (Kaiserhof) с 1912 по 1914 год Свято-Князь-Владимирское братство содержало домовую русскую православную церковь.
В городе расположена администрация национального парка Келлервальд-Эдерзе.

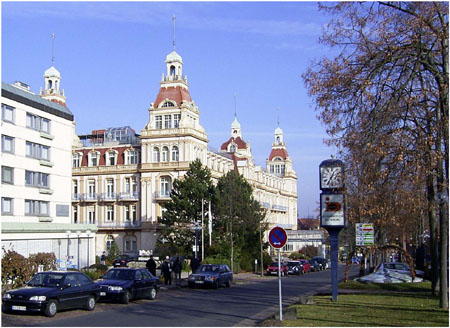
Бад-Вильдунген

## География

### Географическое положение
Бад-Вильдунген расположен на отроге Келлервальда, в так называемой Вальдекской курортной местности (Вальдекская земля). Через город, простирающийся к востоку от горы Хомберг, протекает река Вильде, впадающая в Эдер в городском районе Вега. Районы Вега и Мандерн лежат на реке Эдер. Выше по течению на этой реке, в 10 км от центра Бад-Вильдунгена, находится водохранилище Эдерзе. Через юго-западные районы города (Хундсдорф, Армсфельд и Бергфрайхайт) течет Урф.
Следующие крупные города — Кассель (около 45 км на северо-восток), Марбург (около 60 км на юго-запад) и Корбах (около 28 км на северо-запад).

### Соседние общины
Бад-Вильдунген граничит на севере с общиной Эдерталь (район Вальдек-Франкенберг), на востоке — с городом Фритцлар, на юго-востоке — с общиной Бад-Цвестен (оба относятся к району Швальм-Эдер), на юге граничит с общиной Хайна, на западе — с городом Франкенау (оба относятся к району Вальдек-Франкенберг).

### Составные части города
Наряду с ядром города, Бад-Вильдунген включает в себя следующие районы: Альбертсхаузен, Альтвильдунген, Армсфельд, Бад-Райнхардсхаузен, Бергфрайхайт, Браунау, Фреберсхаузен, Хюддинген, Хундсдорф, Мандерн, Одерсхаузен, Райтценхаген и Вега.

## История

### Суды над ведьмами
Во времена охоты на ведьм жертвами судов над ведьмами в Бад-Вильдунгене стали 78 человек. При этом население города составляло тогда 1200 человек. Преследования ведьм проходили тремя волнами: 1532, 1629—1631 и 1650—1664.
- 1532 — первый судебный процесс над Гертраудой Мук
- 1575—1578 — охота на ведьм
- 1629 — неслыханные доселе преследования под руководством графа Христиана фон Вальдека. К 1632 году их жертвами пали 29 человек.
- 1630 — Мария Рёриг с сентября 1630 по май 1631 стойко перенесла пытки. Граф Христиан отпустил её на волю.
- 1650—1664 — следующие 38 человек стали жертвами деятельности графа Филлипа VII.
- 1656 — процесс против Сюзанны Вебер, дочери Марии Рёриг.

### Расширение общины
Соседние общины Альвильдунген, Райтценхаген и Райнхардсхаузен были присоединены к Бад-Вильдунгену в 1940 году. В рамках реформы территории общин в 1971 году последовало присоединение общин Альбертсхаузен, Армсфельд, Бергфрайхайт, Браунау, Фреберсхаузен, Хюддинген, Хундсдорф,Мандерн, Одерсхаузен и Вега.

## Политика

### Выборы в городское собрание
На коммунальных выборах 27 марта 2011 были следующие результаты:
| Партии и избирательные объединения    | 2011,% | 2011, мест | 2006, % | 2006, мест |
| ------------------------------------- | ------ | ---------- | ------- | ---------- |
| ХДС                                   | 37,1   | 14         | 41,3    | 15         |
| СДПГ                                  | 33,5   | 12         | 33,4    | 12         |
| Союз 90/Зелёные                       | 13,4   | 5          | 4,7     | 2          |
| Независимое избирательное объединение | 6,7    | 3          | 6,0     | 2          |
| СвДП                                  | 5,9    | 2          | 13,3    | 5          |
| Левые                                 | 3,4    | 1          | 1,4     | 1          |
| Всего                                 | 100    | 37         | 100     | 37         |
| Явка, %                               | 42,7   |            | 49,3    |            |

### Магистрат
Магистрат состоит из Бургомистра и 10 членов. Из них четверо представляют ХДС, трое — СДПГ, и по одному от СвДП, непартийного избирательного объединения и Зеленых.

### Бургомистр
На выборах бургомистра в 2006 году победил Фолькер Циммерман (член СвДП). Он вступил в должность 1 сентября 2006.

## Культура и достопримечательности

### Музеи
- Информацию о регионе можно узнать в музее родников, городском музее, музее военной и охотничьей истории (относится к государственному музею Касселя) в барочном замке Фридрихштайн.
- В городском районе Бергфрайхайт есть музей в бывшем горном управлении, открытая для посещений шахта Берч и «Дом Белоснежки» в городском центре.
- «Живой музей» в городском районе Одерсхаузен демонстрирует выставки и проводит тематические дни, посвященные сельскому хозяйству старого времени.
- Лапидариум – выставка горных пород в подвале замка Фридрихштайн.

## Города-побратимы
- Сафрон-Уолден, Великобритания